# Жах Паганіні
Жах Паганіні (англ. Paganini Horror) — італійський фільм жахів 1989 року.

## Сюжет
Жіноча рок-н-рольна група купує платівку із загадковими неопублікованими п'єсами Ніколо Паганіні у таємничого старого. Вони не підозрюють, що ця музика використовувалися для сатанинських ритуалів. Дівчата вирішують зняти відеокліп в маєтку, який раніше належав маестро Паганіні, де проходили ці ритуали. Вони не знали, що свого часу Паганіні продав свою душу самому дияволові, щоб стати знаменитим скрипалем. Там рокерші пробуджують до життя злі сатанинські сили, які починають вбивати непроханих гостей.

## У ролях
| Актор                      | Роль                |
| -------------------------- | ------------------- |
| Дарія Ніколоді             | Сильвія Хаккет      |
| Жасмин Маймоне             | Кейт                |
| Паскаль Персіано           | Даніель             |
| Марія Крістіна Мастранжело | Лавінія             |
| Мішель Кілпстейн           | Єлена               |
| П'єтро Дженуарді           | Марк Сінгер         |
| Луана Рейвегніні           | Рита                |
| Роберто Джанніні           |                     |
| Джада Коцці                | Сильвія в дитинстві |
| Єлена Помпеї               | мати Сильвії        |
| Перла Костантіні           |                     |
| Дональд Плезенс            | містер Пікетт       |

## Додаткова література
- Roberto Curti[it]. Italian Gothic Horror Films, 1970—1979. — Jefferson, North Carolina : McFarland & Company, 2017. — 246 p. — ISBN 978-1476664699.